# 山崎林太郎
山崎 林太郎（やまさき りんたろう、明治4年4月18日（1871年6月5日） - 1944年（昭和19年）5月24日）は、明治時代から昭和初期の政治家。山口県下関市長などを務めた。

## 経歴
兵庫県出身。1893年（明治26年）に東京法学院（現在の中央大学）を卒業した後、『上毛新聞』の主筆となった。星亨の知遇を得て、星が朝鮮法部顧問となると、顧問付となった。帰国後、前橋市会議員に当選。1901年（明治34年）、星が東京市会議長に就任すると市会書記長となった。尾崎行雄市長時代には市区改正課長、庶務課長、勧業課長、臨時市区改正局主事、助役を歴任した。1909年（明治42年）から2年余りイギリスを視察。帰国後、浅草区長となり、1919年（大正8年）には東京市助役に再任され、さらに市理事を務めた。1921年（大正10年）からは名古屋市助役に転じた。
1922年（大正11年）、下関市長に選出された。その後、関東水力電気株式会社常務取締役を務めた。

## 著書
- 『欧米都市の研究』東京市、1912年3月。NDLJP:784565。